# Psellidotus caloceps
Psellidotus caloceps är en tvåvingeart som först beskrevs av Jacques-Marie-Frangile Bigot 1879.  Psellidotus caloceps ingår i släktet Psellidotus och familjen vapenflugor. Inga underarter finns listade i Catalogue of Life.